# Збігнєв Куртич
Збі́ґнєв Ку́ртич (пол. Zbigniew Kurtycz; 16 травня 1919, Львів — 30 січня 2015, Варшава) — польський співак, гітарист і композитор.

## Життєпис
Народився в сім'ї Мєчислава Куртича — диригента львівського оркестру мандоліністів «Hejnał» («Гейнал»).
Спочатку навчався від батька гри на скрипці, але згодом вибрав головним інструментом гітару. Виступав у багатьох музичних групах.
Був гравцем львівського футбольного клубу «Поґонь» і 1937 року в його складі здобув друге місце на чемпіонаті Польщі з футболу серед юніорів.
За радянських часів виступав у львівському театрі-ревю Фелікса Конарського «Ref-Rena» («Реф-Рена», тобто «При-Спів»).
Разом із художнім ансамблем Третьої карпатської стрілецької дивізії був у складів Другого польського корпусу Владислава Андерса.
У 1946 році Куртич переїхав до повоєнної Польщі. Співав джазові, рок-н-рольні й естрадні твори. Його найбільшим хітом стала пісня «Cicha woda» («Тиха вода»), яку як автор музики виконав першим. Українською мовою ця пісня відома під назвою «Диво-річка» на слова Володимира Мельникова, яку виконує Людмила Бурміцька. Куртич написав музику, зокрема, до пісень «Jadę do ciebie tramwajem» («Їду до тебе трамваєм», слова Януша Одровонжа) і «Wołam cię» («Кличу тебе», слова М. Валевського). З 1966 року він виступав у дуеті з дружиною Барбарою Дунін. Збіґнєв Куртич співпрацював з Польським радіо, виступав у програмі «Podwieczorek przy mikrofonie» («Підвечірок біля мікрофона»), записав кілька альбомів, виступав за кордоном. Після смерті вокаліста Юліана Штатлера керував варшавською музичною кав'ярнею «Pod Gwiazdami» («Під зірками»).
Збігнєв Куртич помер 30 січня 2015 року. Похорон відбувся 5 лютого 2015 у Варшаві. Музиканта поховали в колумбарії на Повонзківському цвинтарі.

## Нагороди і відзнаки
- Бронзовий Хрест Заслуги (1971)
- Заслужений діяч культури Польщі (1977)
- Золотий Хрест Заслуги (1979)
- Мистецька премія польської естради «Prometeusz» («Прометей», 1995)
- Відзнака від міністра культури і народної спадщини (2006)
- Відзнака «Złote Liście Retro» («Золоте листя ретро», разом із дружиною, 2006)[6]
- Орден Відродження Польщі, кавалер (1999)[7]
- Золота медаль «За заслуги в культурі Gloria Artis» (2007)[8]